# Palazzo Torre Palasciano
Le Palazzo Torre Palasciano (ou Torre del Palasciano) est un bâtiment d'intérêt historique et artistique de Naples, situé sur la colline de Capodimonte.

## Histoire
Il a été érigé par la volonté de l'illustre médecin napolitain et précurseur de la Croix-Rouge, Ferdinando Palasciano et son épouse Olga Vavilow, qui l'ont utilisé comme domicile.
Les travaux de construction du palais, dirigés par l'architecte Antonio Cipolla, ont été achevés en 1868.
Le bâtiment, construit en maçonnerie de tuf réutilisant certaines structures préexistantes, a une structure planimétrique sensiblement quadrangulaire et est divisé en deux étages. Le style éclectique mêle les styles néo-gothiques et Renaissance, tandis que l'imposante et panoramique tour Palumbo semble s'inspirer du Palazzo della Signoria à Florence . La tour, visible de nombreux points à Naples, compte cinq étages  et de nombreuses pièces, toutes à l'origine décorées de fresques .
Dans le jardin, il y a un obélisque en piperno gris, sur lequel sont inscrits les noms de personnages célèbres  . Selon une légende napolitaine, Palasciano n'aurait jamais voulu quitter sa magnifique maison et sa femme même s'il était mort, de sorte que son fantôme aurait été vu penché hors de la tour pour admirer le panorama de Naples et un cimetière au loin.
L'ensemble du complexe a été largement récupéré tandis que la tour restaurée abrite désormais une chambre d'hôtes .